# Poem to a Horse
Poem to a Horse è il settimo singolo estratto dall'album di successo internazionale Laundry Service della popstar colombiana Shakira, pubblicato nel 2004.

## Informazioni sulla canzone
Il brano parla di un amore impossibile tra la cantante ed un uomo tossicodipentente, che dopo aver più volte disatteso le illusioni che la protagonista si era fatta sul suo conto, riceve questo duro atto di rinuncia.